# بوچ والتس
 بوچ والتس (انگلیسی: Butch Walts؛ زادهٔ ۴ ژوئن ۱۹۵۵) یک تنیس‌باز اهل ایالات متحده آمریکا است.